# 伊朗人民敢死游击队组织（少数派）
伊朗人民敢死游击队组织（少数派）（羅馬化：Sāzmān-e čerikhā-ye Fadāʾi-e ḵalq-e Irān (aqallīyat)）是伊朗历史上的一个非法的左翼组织，奉行马克思列宁主义。该组织成立于1980年6月，分裂自伊朗人民敢死游击队组织，创始人是穆罕默德·达比里法尔德（海达尔）。1982年1月，伊朗人民敢死游击队组织（多数派—左翼）并入该组织。1987年，该组织解散。
该组织坚持反对伊朗人民党和伊朗伊斯兰共和国的武装斗争政策。该组织曾在伊朗北部和库尔德斯坦省的森林中开展游击战。该组织反对苏联，并认为后斯大林时代的苏联是一个修正主义国家。